# Lycaena naruena
Lycaena naruena är en fjärilsart som beskrevs av Courvoisier 1911. Lycaena naruena ingår i släktet Lycaena och familjen juvelvingar. Inga underarter finns listade i Catalogue of Life.